# درونق ربلي
الدرونق الربلي (باللاتينية: Doronicum plantagineumn) نوع نباتي ينتمي إلى جنس الدرونق من الفصيلة النجمية.

## البيئة والانتشار
موطنه المغرب العربي وإسبانيا والبرتغال وفرنسا وإيطاليا.